# Variación en el número de copias

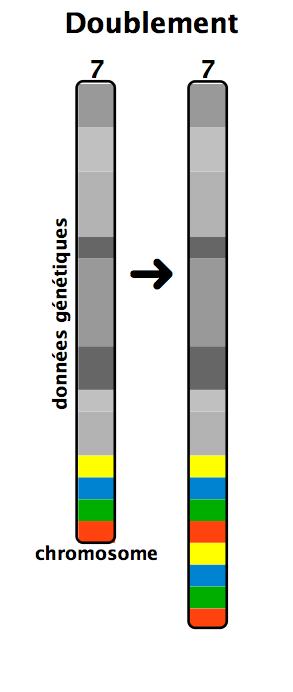
cromosoma, duplicación, duplicación, mutación genética, muda genética, gen

La variación en el número de copias (CNV) se define como el segmento de ADN igual o mayor de 1 kb cuyo número de copias es variable comparándolo con un genoma de referencia.
Hasta 2004 se pensaba que la variación en el genoma, incluyendo inserciones, deleciones, inversiones, translocaciones estaba asociada a enfermedades y que los SNPs (polimorfismo de un solo nucleótido) eran la mayor fuente de variación genética entre individuos. Sin embargo, ese mismo año se publicó el primer mapa genómico con variación del número de copias en individuos sanos.
Actualmente hay indicios de que las CNV aparecen no solo a lo largo del genoma de humanos, sino también en primates, roedores, moscas, perros, pollos y vacas. Aun así, salvo en humanos y ratones, poco se sabe sobre cómo las CNV contribuyen a la variación fenotípica y susceptibilidad a las enfermedades. Para averiguarlo, se pueden usar diversas técnicas, destacando la hibridación genómica comparada (CGH)
La variación en el número de copias del genoma pueden ser categorizadas en dos grandes grupos; repeticiones cortas ( short repeats) y repeticiones largas ( long repeats). Sin embargo, la división de estos dos grandes grupos no tiene unos límites claros y la clasificación depende de la naturaleza de los loci de interés. Las repeticiones cortas incluyen mayoritariamente repeticiones de dos nucleótidos o bi-nucleotide repeats ( ej. A-C-A-C-A-C...) y de tres nucleótidos ( ej. A-C-G-A-C-G-A-C-G...). Las repeticiones largas incluyen repeticiones de genes enteros. Esta clasificaciones basada en el tamaño de las repeticiones es el tipo más obvio de clasificación ya que el tamaño de estos fragmentos repetidos es un importante factor para examinar el tipo de mecanismos que más fácilmente dio lugar a la repetición y sus probables efectos en el fenotipo con base en estas repeticiones.